# 法富環礁
北尼兰代环礁（羅馬化：Nilandhe Atholhu Uthuruburi），行政名称为法富環礁（以第十一个它拿字母命名），是馬爾代夫的行政環礁，由23個島嶼（其中6座有人居住）組成。在2014年，該環礁的人口約有4,627人。
法富環礁是行政環礁，僅為行政區劃，並不是自然環礁。一如其他行政環礁，這些名稱並不能精確地從地理或文化上劃分馬爾代夫。

## 外部鏈結
法富環礁官方介紹（英語）